# Федорино горе
«Федо́рино го́ре» — сказка в стихах Корнея Чуковского. Опубликована в 1926 году. По воспоминаниям самого Корнея Чуковского, первоначально была посвящена дочери Л. В. Собинова Светлане Леонидовне, которой на момент написания сказки было 5 лет.

## Сюжет
От бабушки Федоры совершила побег вся посуда, кухонная утварь, столовые приборы и прочие необходимые в хозяйстве вещи. Причиною к этому послужило крайне легкомысленное отношение хозяйки к чистоте, граничащее с беспечностью. В процессе побега посуда подвергалась также моральному давлению со стороны котов Федоры, сообщавших о крайне неприятных перспективах, ожидающих посуду вне дома хозяйки. Однако сила духа утвари не была сломлена, и её путь в лес продолжился.
Оставшаяся дома Федора раскаивается и принимает решение догнать посуду и уговорить её воротиться домой.
Тем временем утварь чувствует, что сил у неё для дальнейшего путешествия совсем мало, и вдруг обнаруживает, что за ней по пятам идёт раскаявшаяся Федора, которая обещает исправиться и впредь заботиться о своих вещах:
Ой вы, бедные сиротки мои,

Утюги и сковородки мои!

Вы подите-ка, немытые, домой,

Я водою вас умою ключевой,

Я почищу вас песочком,

Окачу вас кипяточком,

И вы будете опять, 

Словно солнышко, сиять!

После этого обещания посуда соглашается вернуться к хозяйке:
Ну, Федора, так и быть!

Рады мы тебя простить!

Далее они живут дружно и в чистоте.

## Экранизации
В 1974 году киностудией «Союзмультфильм» был выпущен мультфильм по мотивам произведения — «Федорино горе» (автор сценария и режиссёр Н. Червинская).

## Диафильм
В 1963 году в СССР был выпущен диафильм «Федорино горе», нарисованный Борисом Калаушиным.